# Big Apple (dans)
Big Apple är en dans eller dansrutin inom lindy/jazz-familjen, som både förekommer som pardans och som cirkeldans. Den har sitt ursprung i den afroamerikanska danscommunityn under de första decennierna av 1900-talet.

## Historik
Det exakta ursprunget till Big Apple är oklart, men en teori är att dansen skapades i början av 1930-talet av unga dansare vid "The Big Apple Club", vars lokal låg på Park Street i Columbia, South Carolina.
Sommaren 1937 började studenter vid University of South Carolina att dansa Big Apple vid Myrtle Beach. Betty Wood, som under 1990-talet var en av dem som återintroducerade dansen på bred front i jazz- och lindykretsar, såg dansen för första gången där. Sex månader senare vann hon en danstävling och blev känd som "Big Apple Betty".
Hösten 1937 koreograferade Frankie Manning en Big Apple-rutin för sin dansgrupp Whitey's Lindy Hoppers. Dansscenen var tänkt att ingå i Judy Garland-filmen Everybody Sings, men på grund av en dispyt mellan dansgruppen och filmdirektören ströks just den delen av dansprogrammet i filmen. Big Apple blev ändå en stor fluga i den amerikanska lindy-dansscenen under 1937 och magasinet Life uppmärksammade dansen rejält i sitt nummer den 20 december.

### I populärkulturen
Dansen nämns i Frank Capras film You Can't Take It with You (1938). 

## Stegen
Dansen börjar ibland med att dansarna smått galet hoppar runt under tre åttor. Därefter börjar själva rutinen, som startar med Suzie Q, Apple Jacks och Break a Leg. 
- Suzie Q Right:
- Susie Q left:
- Apple Jacks:
- Break a Leg:
- Break Step:
- London Bridge:
- Shout:
- Swivels:
- Spank the Baby:
- Tick Tock:
- Truckin:
- Pose and Peck:
- Scarecrow:
- Shorty George: Namngivet efter George Snowden.
- Little Peach:
- Hitch Hike:
- Boogie Back:
- Boogie Forward:
- Praise Allah: Det traditionella slutet på dansen.
- Rusty Dusty:
- Charleston:
- Fall Off the Log: